# USS LST-981
O USS LST-981 foi um navio de guerra norte-americano da classe LST que operou durante a Segunda Guerra Mundial.